# Maroko na Letnich Igrzyskach Olimpijskich 2016
Maroko na Letnich Igrzyskach Olimpijskich 2016 reprezentowało 49 zawodników: 29 mężczyzn i 20 kobiet. Był to czternasty start reprezentacji Maroko na letnich igrzyskach olimpijskich.

## Zdobyte medale
| Medal | Zawodnik       | Dyscyplina | Konkurencja              | Rezultat                                   | Data        |
| ----- | -------------- | ---------- | ------------------------ | ------------------------------------------ | ----------- |
| Brąz  | Mohammed Rabii | Boks       | waga półśrednia mężczyzn | W półfinale uległ Uzbekowi Shaxram Giyasov | 15 sierpnia |

## Skład reprezentacji

### Boks
Mężczyźni
| Zawodnik         | Konkurencja      | 1/16             | 1/8              | Ćwierćfinał      | Półfinał         | Finał            | Finał   | Źródło |
| Zawodnik         | Konkurencja      | Przeciwnik Wynik | Przeciwnik Wynik | Przeciwnik Wynik | Przeciwnik Wynik | Przeciwnik Wynik | Miejsce | Źródło |
| ---------------- | ---------------- | ---------------- | ---------------- | ---------------- | ---------------- | ---------------- | ------- | ------ |
| Achraf Kharroubi | waga musza       | Mokhotho W 3-0   | Veitía P 0-3     | NQ               | NQ               | NQ               | NQ      | [ 1 ]  |
| Mohamed Hamout   | waga kogucia     | Bucenko W 2-0    | Ramírez P 1-2    | NQ               | NQ               | NQ               | NQ      | [ 2 ]  |
| Mohammed Rabii   | 69 kg            | BYE              | Okwiri W 3-0     | Donnelly W 2-1   | Giyasov P 0-3    | NQ               | brąz    | [ 3 ]  |
| Hassan Saada     | waga półciężka   | Nadir Ünal P w/o | NQ               | NQ               | NQ               | NQ               | NQ      | [ 4 ]  |
| Mohamed Arjaoui  | waga superciężka | Məcidov P 0-3    | NQ               | NQ               | NQ               | NQ               | NQ      | [ 5 ]  |

Kobiety
| Zawodnik          | Konkurencja  | 1/8              | Ćwierćfinał      | Półfinał         | Finał            | Finał   | Źródło |
| Zawodnik          | Konkurencja  | Przeciwnik Wynik | Przeciwnik Wynik | Przeciwnik Wynik | Przeciwnik Wynik | Miejsce | Źródło |
| ----------------- | ------------ | ---------------- | ---------------- | ---------------- | ---------------- | ------- | ------ |
| Zohra Ez-Zahraoui | waga musza   | Ourahmoune P 0-3 | NQ               | NQ               | NQ               | NQ      | [ 6 ]  |
| Hasnaa Lachgar    | waga lekka   | Yin P 0-3        | NQ               | NQ               | NQ               | NQ      | [ 7 ]  |
| Khadija El-Mardi  | waga średnia | BYE              | Szakimowa P 0-3  | NQ               | NQ               | NQ      | [ 8 ]  |

### Golf
| Zawodnik          | Konkurencja | Runda 1 | Runda 2 | Runda 3 | Runda 4 | Łącznie | Łącznie | Łącznie | Źródło |
| Zawodnik          | Konkurencja | Wynik   | Wynik   | Wynik   | Wynik   | Wynik   | Par     | Pozycja | Źródło |
| ----------------- | ----------- | ------- | ------- | ------- | ------- | ------- | ------- | ------- | ------ |
| Victoria Lovelady | kobiety     | 82      | 76      | 80      | 77      | 315     | +31     | 59.     | [ 9 ]  |

### Jeździectwo
Skoki przez przeszkody
| Zawodnik           | Konkurencja         | Koń                 | Runda 1 | Runda 1 | Runda 2 | Runda 2 | Runda 2 | Runda 3 | Runda 3 | Runda 3 | Finał   | Finał   | Finał   | Finał   | Finał | Finał | Źródło |
| Zawodnik           | Konkurencja         | Koń                 | Runda 1 | Runda 1 | Runda 2 | Runda 2 | Runda 2 | Runda 3 | Runda 3 | Runda 3 | Runda A | Runda A | Runda B | Runda B | Razem | Razem | Źródło |
| Zawodnik           | Konkurencja         | Koń                 | Błędy   | Poz.    | Błędy   | Razem   | Poz.    | Błędy   | Razem   | Poz.    | Błędy   | Poz.    | Błędy   | Poz.    | Błędy | Poz.  | Źródło |
| ------------------ | ------------------- | ------------------- | ------- | ------- | ------- | ------- | ------- | ------- | ------- | ------- | ------- | ------- | ------- | ------- | ----- | ----- | ------ |
| Abdelkebir Ouaddar | Skoki indywidualnie | Quickly de Kreisker | 4       | 27.     | 9       | 13      | 50.     | NQ      | NQ      | NQ      | NQ      | NQ      | NQ      | NQ      | NQ    | NQ    | [ 10 ] |

### Judo
Mężczyźni
| Zawodnik    | Konkurencja | 1/32             | 1/16             | 1/8                | Ćwierćfinał      | Półfinał         | Repasaże         | Finał/ 3.miejsce | Finał/ 3.miejsce | Źródło |
| Zawodnik    | Konkurencja | Przeciwnik Wynik | Przeciwnik Wynik | Przeciwnik Wynik   | Przeciwnik Wynik | Przeciwnik Wynik | Przeciwnik Wynik | Przeciwnik Wynik | Pozycja          | Źródło |
| ----------- | ----------- | ---------------- | ---------------- | ------------------ | ---------------- | ---------------- | ---------------- | ---------------- | ---------------- | ------ |
| Imad Bassou | −66 kg      | BYE              | Katz W 001-000   | Bouchard P 000-001 | NQ               | NQ               | NQ               | NQ               | NQ               | [ 11 ] |

Kobiety
| Zawodniczka  | Konkurencja | 1/16                    | 1/8                 | Ćwierćfinał         | Półfinał            | Repasaże            | Finał / 3.miejsce   | Finał / 3.miejsce | Źródła |
| Zawodniczka  | Konkurencja | Przeciwniczka Wynik     | Przeciwniczka Wynik | Przeciwniczka Wynik | Przeciwniczka Wynik | Przeciwniczka Wynik | Przeciwniczka Wynik | Pozycja           | Źródła |
| ------------ | ----------- | ----------------------- | ------------------- | ------------------- | ------------------- | ------------------- | ------------------- | ----------------- | ------ |
| Rizlen Zouak | 63 kg       | Mönkhzayaa P 000-101    | NQ                  | NQ                  | NQ                  | NQ                  | NQ                  | NQ                | [ 12 ] |
| Assmaa Niang | 70 kg       | Maria Portela P 000-001 | NQ4                 | NQ4                 | NQ4                 | NQ4                 | NQ4                 | NQ4               | [ 13 ] |

### Kajakarstwo górskie
| Zawodnik    | Konkurencja | Eliminacje | Eliminacje | Eliminacje | Eliminacje | Eliminacje | Eliminacje | Półfinały | Półfinały | Finał | Finał   | Pozycja | Źródło |
| Zawodnik    | Konkurencja | P 1        | M.         | P 2        | M.         | Razem      | M.         | Czas      | Miejsce   | Czas  | Miejsce | Pozycja | Źródło |
| ----------- | ----------- | ---------- | ---------- | ---------- | ---------- | ---------- | ---------- | --------- | --------- | ----- | ------- | ------- | ------ |
| Hind Jamili | K-1 (k)     | 153,00     | 20.        | 149,87     | 18.        | 149,87     | 21.        | NQ        | NQ        | NQ    | NQ      | NQ      | [ 14 ] |

### Kolarstwo

#### Kolarstwo szosowe
| Zawodnik           | Konkurencja                    | Czas       | Pozycja | Źródło |
| ------------------ | ------------------------------ | ---------- | ------- | ------ |
| Anass Aït El Abdia | wyścig ze startu wspólnego (m) | 6:30:05    | 47.     | [ 15 ] |
| Soufiane Haddi     | wyścig ze startu wspólnego (m) | DNF        | DNF     | [ 15 ] |
| Mouhssine Lahsaini | wyścig ze startu wspólnego (m) | DNF        | DNF     | [ 15 ] |
| Mouhssine Lahsaini | jazda indywidualna na czas (m) | 1:25:11,72 | 33.     | [ 15 ] |

### Lekkoatletyka
Mężczyźni
Konkurencje biegowe
| Zawodnik              | Konkurencja           | Eliminacje | Eliminacje | Ćwierćfinał | Ćwierćfinał | Półfinał | Półfinał | Finał   | Finał   | Źródło |
| Zawodnik              | Konkurencja           | Wynik      | Miejsce    | Wynik       | Miejsce     | Wynik    | Miejsce  | Wynik   | Miejsce | Źródło |
| --------------------- | --------------------- | ---------- | ---------- | ----------- | ----------- | -------- | -------- | ------- | ------- | ------ |
| Aziz Ouhadi           | 100 m                 | BYE        | BYE        | 10,34       | 45.         | NQ       | NQ       | NQ      | NQ      | [ 16 ] |
| Abdelati El Guesse    | 800 m                 | DNF        | DNF        | N/A         | N/A         | NQ       | NQ       | NQ      | NQ      | [ 17 ] |
| Mostafa Smaili        | 800 m                 | 1:49,29    | 40.        | N/A         | N/A         | 1:45,78  | 15.      | NQ      | NQ      | [ 17 ] |
| Fouad Elkaam          | 1500 m                | 3:39,51    | 16.        | N/A         | N/A         | 3:40,93  | 9.       | NQ      | NQ      | [ 18 ] |
| Abdalaati Iguider     | 1500 m                | 3:38,40    | 3.         | N/A         | N/A         | 3:40,11  | 6.       | 3:50,58 | 5.      | [ 18 ] |
| Brahim Kaazouzi       | 1500 m                | 3:47,39    | 30.        | N/A         | N/A         | 3:48,66  | 13.      | NQ      | NQ      | [ 18 ] |
| Soufiyan Bouqantar    | 5000 m                | 13:56,55   | 36.        | N/A         | N/A         | N/A      | N/A      | NQ      | NQ      | [ 19 ] |
| Younès Essalhi        | 5000 m                | 13:41,41   | 31.        | N/A         | N/A         | N/A      | N/A      | NQ      | NQ      | [ 19 ] |
| Soufiane El Bakkali   | 3000 m z przeszkodami | 8:25,17    | 7.         | N/A         | N/A         | N/A      | N/A      | 8:14,35 | 4.      | [ 20 ] |
| Hamid Ezzine          | 3000 m z przeszkodami | 8:27,69    | 15.        | N/A         | N/A         | N/A      | N/A      | DNF     | DNF     | [ 20 ] |
| Hicham Sigueni        | 3000 m z przeszkodami | 8:27,82    | 16.        | N/A         | N/A         | N/A      | N/A      | NQ      | NQ      | [ 20 ] |
| Abdelmajid El Hissouf | maraton               | N/A        | N/A        | N/A         | N/A         | N/A      | N/A      | 2:20:29 | 68.     | [ 21 ] |
| Rachid Kisri          | maraton               | N/A        | N/A        | N/A         | N/A         | N/A      | N/A      | 2:21:00 | 73.     | [ 21 ] |

Kobiety
Konkurencje biegowe
| Zawodnik              | Konkurencja           | Eliminacje | Eliminacje | Półfinał | Półfinał | Finał   | Finał   | Źródło |
| Zawodnik              | Konkurencja           | Wynik      | Miejsce    | Wynik    | Miejsce  | Wynik   | Miejsce | Źródło |
| --------------------- | --------------------- | ---------- | ---------- | -------- | -------- | ------- | ------- | ------ |
| Malika Akkawi         | 800 m                 | 2:00,52    | 26.        | NQ       | NQ       | NQ      | NQ      | [ 22 ] |
| Rababe Arafi          | 800 m                 | DNF        | DNF        | NQ       | NQ       | NQ      | NQ      | [ 22 ] |
| Malika Akkawi         | 1500 m                | 4:07,42    | 11.        | 4:08,55  | 19.      | NQ      | NQ      | [ 23 ] |
| Rababe Arafi          | 1500 m                | 4:06,63    | 4.         | 4:05,60  | 11.      | 4:15,16 | 12.     | [ 23 ] |
| Siham Hilali          | 1500 m                | 4:13,46    | 33.        | NQ       | NQ       | NQ      | NQ      | [ 23 ] |
| Hayat Lambarki        | 400 m przez płotki    | 1:00,83    | 44.        | NQ       | NQ       | NQ      | NQ      | [ 24 ] |
| Salima El Ouali Alami | 3000 m z przeszkodami | 9:44,83    | 32.        | N/A      | N/A      | NQ      | NQ      | [ 25 ] |
| Fadwa Sidi Madane     | 3000 m z przeszkodami | 9:32,94    | 23.        | N/A      | N/A      | NQ      | NQ      | [ 25 ] |
| Koutar Boulaid        | maraton               | N/A        | N/A        | N/A      | N/A      | DNF     | DNF     | [ 26 ] |

### Pływanie
| Zawodnik       | Konkurencja           | Eliminacje | Eliminacje | Półfinał | Półfinał | Finał | Finał   | Źródło |
| Zawodnik       | Konkurencja           | Czas       | Miejsce    | Czas     | Miejsce  | Czas  | Miejsce | Źródło |
| -------------- | --------------------- | ---------- | ---------- | -------- | -------- | ----- | ------- | ------ |
| Driss Lahrichi | 100 m grzbietowym (m) | 58,01      | 36.        | NQ       | NQ       | NQ    | NQ      | [ 27 ] |
| Noura Mana     | 50m dowolnym          | 28,20      | 59.        | NQ       | NQ       | NQ    | NQ      | [ 28 ] |

### Podnoszenie ciężarów
| Zawodnik         | Konkurencja     | Rwanie | Rwanie  | Podrzut | Podrzut | Razem  | Pozycja | Źródło |
| Zawodnik         | Konkurencja     | Wynik  | Pozycja | Wynik   | Pozycja | Razem  | Pozycja | Źródło |
| ---------------- | --------------- | ------ | ------- | ------- | ------- | ------ | ------- | ------ |
| Khalid El-Aabidi | −85 kg mężczyzn | 120 kg | 22.     | 165 kg  | 20.     | 285 kg | 20.     | [ 29 ] |
| Samira Ouass     | −75 kg kobiet   | 75 kg  | 14.     | 97 kg   | 14.     | 172 kg | 14.     | [ 29 ] |

### Strzelectwo
Mężczyźni
| Zawodnik      | Konkurencja   | Kwalifikacje | Kwalifikacje | Półfinał | Półfinał | Finał | Finał   | Źródło |
| Zawodnik      | Konkurencja   | Wynik        | Pozycja      | Wynik    | Pozycja  | Wynik | Pozycja | Źródło |
| ------------- | ------------- | ------------ | ------------ | -------- | -------- | ----- | ------- | ------ |
| Mohamed Ramah | trap          | 108          | 30.          | NQ       | NQ       | NQ    | NQ      | [ 30 ] |
| Mohamed Ramah | trap podwójny | 115          | 21.          | NQ       | NQ       | NQ    | NQ      | [ 30 ] |

### Szermierka
Kobiety
| Zawodnik        | Konkurencja          | 1/32             | 1/16             | 1/8              | Ćwierćfinały     | Półfinały        | Finał/3.miejsce  | Finał/3.miejsce | Źródło |
| Zawodnik        | Konkurencja          | Przeciwnik Wynik | Przeciwnik Wynik | Przeciwnik Wynik | Przeciwnik Wynik | Przeciwnik Wynik | Przeciwnik Wynik | Pozycja         | Źródło |
| --------------- | -------------------- | ---------------- | ---------------- | ---------------- | ---------------- | ---------------- | ---------------- | --------------- | ------ |
| Youssra Zekrani | floret indywidualnie | N/A              | Le P 4-15        | NQ               | NQ               | NQ               | NQ               | NQ              | [ 31 ] |

### Taekwondo
| Zawodnik     | Konkurencja               | 1/8               | Ćwierćfinał      | Półfinał         | Repesaż          | Finał/3.miejsce  | Finał/3.miejsce | Źródło |
| Zawodnik     | Konkurencja               | Przeciwnik Wynik  | Przeciwnik Wynik | Przeciwnik Wynik | Przeciwnik Wynik | Przeciwnik Wynik | Pozycja         | Źródło |
| ------------ | ------------------------- | ----------------- | ---------------- | ---------------- | ---------------- | ---------------- | --------------- | ------ |
| Omar Hajjami | waga do 58 kg mężczyzn    | Ashourzadeh W 4-3 | Zhao P 1-8       | NQ               | Tortosa P 1-4    | NQ               | NQ              | [ 32 ] |
| Naima Bakkal | waga do 57 kg kobiet      | Jones P 4-12      | NQ               | NQ               | Asemani P 0-12   | NQ               | NQ              | [ 33 ] |
| Wiam Dislam  | waga powyżej 67 kg kobiet | Rodríguez W 5-1   | Espinoza P 2-3   | NQ               | Alora W 7-5      | Walkden P 1-7    | 5.              | [ 34 ] |

### Zapasy
Mężczyźni – styl klasyczny
| Zawodnik           | Konkurencja | Kwalifikacje     | 1/8              | Ćwierćfinał      | Półfinał         | Repesaż 1        | Finał/ 3.miejsce | Finał/ 3.miejsce | Źródło |
| Zawodnik           | Konkurencja | Przeciwnik Wynik | Przeciwnik Wynik | Przeciwnik Wynik | Przeciwnik Wynik | Przeciwnik Wynik | Przeciwnik Wynik | Pozycja          | Źródło |
| ------------------ | ----------- | ---------------- | ---------------- | ---------------- | ---------------- | ---------------- | ---------------- | ---------------- | ------ |
| Al-Mahdi al-Masudi | −59 kg      | BYE              | Thielke P 0-4    | NQ               | NQ               | NQ               | NQ               | NQ               | [ 35 ] |
| Zijad Ajt Ikram    | −75 kg      | BYE              | Yang P 0-3       | NQ               | NQ               | NQ               | NQ               | NQ               | [ 35 ] |

Mężczyźni – styl wolny
| Zawodnik      | Konkurencja | Kwalifikacje     | 1/8              | Ćwierćfinał      | Półfinał         | Repesaż          | Finał/3. miejsce | Finał/3. miejsce | Źródło |
| Zawodnik      | Konkurencja | Przeciwnik Wynik | Przeciwnik Wynik | Przeciwnik Wynik | Przeciwnik Wynik | Przeciwnik Wynik | Przeciwnik Wynik | Pozycja          | Źródło |
| ------------- | ----------- | ---------------- | ---------------- | ---------------- | ---------------- | ---------------- | ---------------- | ---------------- | ------ |
| Szakir Ansari | −57 kg      | Łaczinow P 1-4   | NQ               | NQ               | NQ               | NQ               | NQ               | NQ               | [ 36 ] |